# Wiktor Grotowicz

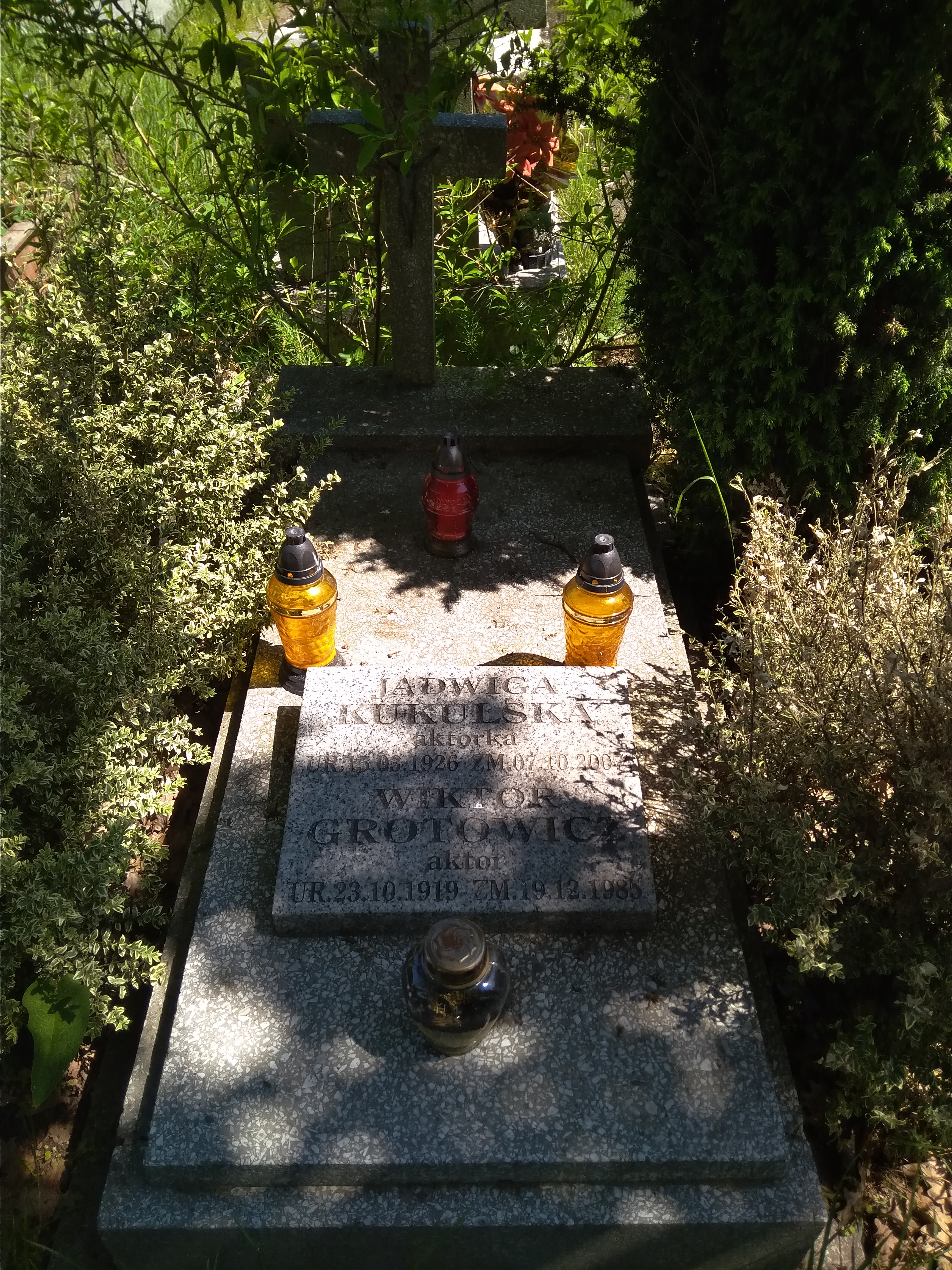
Mormântul lui Wiktor Grotowicz în Cimitirul Osobowicki din Wrocław (parcela 131, mormântul 402, rândul 6 din parcela 149)

Wiktor Grotowicz, pe numele real Wiktor Swincow, (n. 23 octombrie 1919, Białystok, Polonia – d. 19 decembrie 1985, Wrocław, Republica Populară Polonă) a fost un actor polonez de teatru și film. A apărut în peste 45 de filme și seriale de televiziune între anii 1954 și 1985.

## Biografie
S-a născut pe 23 octombrie 1929 în orașul Białystok. Numele său real era Wiktor Swincow. A urmat timp de un an (în sezonul 1945/1946) cursurile de teatru organizate de Teatrul Municipal din Białystok. În 1946, după absolvirea acestor cursuri, a fost angajat la Teatrul Polonez „Bronisław Skąpski” din Szczecin, de unde a trecut la Teatrul Municipal din Koszalin (1947-1949) și apoi la Teatrele Dramatice din Szczecin (1949-1953). În 1954 a promovat un examen extern de actorie.
S-a mutat în același an la Wrocław, unde a făcut parte din trupele mai multor teatre: Teatrul Tineretului (1954-1956), Teatrul de Varietăți (1957-1967), Teatrul Contemporan „Edmund Wierciński” (1967-1968, 1973-1974 și 1976-1979) și Teatrul Polonez (1974-1976). În sezonul 1969-1970 a jucat pe scena Teatrului Clasic din Varșovia. A condus timp de mai mulți ani Teatr przy Stolik din Wrocław. Printre cele mai cunoscute roluri pe care le-a interpretat pe scenele teatrelor au fost Orsino (A douăsprezecea noapte de Shakespeare), Ryx (Król i aktor de Roman Brandstaetter), Chrysalde (Școala nevestelor de Molière), Higgins (Pygmalion de G.B. Shaw), Charles Grandet (Eugénie Grandet de Balzac), directorul Filarmonicii (Rzeźnia de Sławomir Mrożek) și bunicul (Segmentowcy de Edward Redliński). În paralel cu activitatea scenică a apărut în numeroase filme.
A fost decorat cu Crucea de Merit de aur în 1978.
Wiktor Grotowicz a murit pe 19 decembrie 1985 la Wrocław.

## Filmografie
- Niedaleko Warszawy (1954)
- Cenușă și diamant (1958) – Franek Pawlicki
- Pigułki dla Aurelii (1958)
- Ursul alb (1959) – ofițer german
- Pamiętnik pani Hanki (1963)
- Giuseppe la Varșovia (1964)
- Faraonul (1965) – Nitager, generalul egiptean
- Katastrofa (1965) – directorul Biroului Municipal de Proiectare
- Stawka większa niż życie (1968) – generalul Willmann
- Pan Wołodyjowski (1969) – generalul Potocki
- Kolumbowie (1970)
- Agentul nr. 1 (1972)
- Nunta (1973) – fantoma sfetnicului hatmanului
- Lacul ciudățeniilor (1973)
- Dr. Judym (1975)
- Znaki szczególne (1976) – directorul general al construcției barajului
- Znak orła (1977) – logofătul regelui (ep. 5-7 și 14)
- Soldații victoriei (1977) – gazda întâlnirii „Sobola” cu activiștii Partidului Muncitoresc Polonez (ep. 1)
- Misja (1980) – angajatorul lui Hase
- Zamach stanu (1980)
- Dreszcze (1981)
- Najdłuższa wojna nowoczesnej Europy (1981) – Marcin Stychel, membru al consiliului de administrație al companiei (ep. 10)
- Popielec (1982) (ep. 8)
- Przyłbice i kaptury (1985)

## Premii și decorații
- Crucea de Merit de aur (1978)[3][5]
- premiu de interpretare la ediția a II-a a Festivalului Național al Artelor Ruse și Sovietice (OFSRiR) de la Katowice pentru rolul conducătorului în spectacolul Tragedia optimistă de Vsevolod Vișnevski de la Teatrul de Varietăți din Wrocław (1962)[4]
- distincție la ediția a III-a a Festivalului Național al Artelor Ruse și Sovietice (OFSRiR) de la Katowice pentru rolul agentului principal în spectacolul Mój przyjaciel de la Teatrul de Varietăți din Wrocław (1963)[4]
- premiu de interpretare la ediția a V-a a Festivalului Polonez de Artă Contemporană (FPSW) de la Wrocław pentru rolul pasagerului în spectacolul Dziwny pasażer de Tymoteusz Karpowicz de la Teatrul de Varietăți din Wrocław (1964)[4]